# Theodor Wolf (katecheta)
Theodor Wolf (23. srpna 1843 Jimramov – 31. prosince 1906 Brno) byl český římskokatolický kněz, katecheta a tajný papežský komoří, před svým úmrtím krátce poslanec Moravského zemského sněmu.

## Život
Pocházel z učitelské rodiny. Studoval na gymnáziu, a to mimo jiné v Litomyšli, kde roku 1861 složil maturitní zkoušku. Po teologických studiích a kněžském svěcení, které přijal v roce 1865 v Brně, působil jako kaplan nejprve ve Tvarožné a poté v brněnské farnosti u kostela sv. Tomáše. Na podzim 1868 se stal profesorem náboženství na brněnské německé reálce, kde působil až do svého odchodu na odpočinek v roce 1905.
Roku 1886 byl jmenován konzistorním radou, roku 1900 jej císař František Josef I. jmenoval čestným kanovníkem brněnské kapituly a papež Lev XIII. tajným komořím Jeho Svatosti. V zemských volbách na Moravě roku 1906 byl Wolf zvolen poslancem moravského zemského sněmu za konzervativní velkostatek, avšak krátce poté zemřel na ochrnutí srdce následkem revmatického záchvatu.